# 성수도서관
성수도서관은 서울특별시 성동구 소재의 구립 도서관이다.

## 연혁
- 1999년 4월 성동구청·성동문화원 도서관 위탁 운영 협약 체결
- 1999년 4월 성동구립도서관 개관
- 2000년 9월 주민정보화 컴퓨터 교실 개설
- 2002년 5월 모자열람실 증축
- 2002년 7월 전국공공도서관 최초 무인야간도서관 서비스 시행
- 2005년 1월 용답도서관(분관) 개관 및 공단 위탁 운영
- 2006년 1월 성동구도시관리공단 위탁 운영
- 2006년 6월 금호도서관(분관) 개관 및 공단 위탁 운영
- 2007년 1월 용답도서관(분관) 개관 및 공단 위탁 운영
- 2008년 6월 ISO 9001 품질경영시스템 인증(대한민국 공공도서관 최초)
- 2009년 1월 책누리 서비스 운영(관내 구립도서관 상호대차 서비스)
- 2009년 3월 무지개도서관(분관) 공단 위탁 운영
- 2009년 12월 ‘한 도서관 한 책 읽기’우수도서관(본관 및 분관 포함) 선정
- 2011년 6월 '(Kids Book Club Zone)어린이 영어 세상' 개관
- 2012년 3월 성동구립도서관 자료열람실 연장 개방 운영
- 2012년 7월 성동구립도서관 ‘행복한 취업성공센터’ 설치
- 2012년 9월 14일 성수도서관 개관 및 공단 위탁 운영
- 2013년 12월 서울시 우수구립도서관 수상
- 2014년 1월 RFID 시스템 구축
- 2014년 2월 청계도서관 개관 및 공단 위탁 운영

## 시설현황
- 7층: 사무실, 문화강좌실, 문헌정보실, 디지털정보실, 어린이열람실, 유아열람실, 일반열람실, 휴게공간

## 이용 안내
평일
- 문헌정보실 09:00~20:00
- 어린이열람실, 유아열람실 09:00~20:00
- 디지털정보실 09:00~18:00
- 일반열람실 08:00~22:00 (월요정기휴관일 09:00~18:00/국가공휴일 전실 휴관)

주말
- 문헌정보실 09:00~20:00
- 어린이열람실, 유아열람실 09:00~20:00
- 디지털정보실 09:00~18:00
- 일반열람실 09:00~20:00 (국가공휴일 전실 휴관)

정기휴관일
- 매주 월요일
- 장서 및 시설 점검 등 관장이 필요하다고 인정하는 날
- 국가공휴일, 임시공휴일은 전실 휴관